# Peñalsordo
Peñalsordo je španělská obec situovaná v provincii Badajoz (autonomní společenství Extremadura).

## Poloha
Obec je vzdálena 131 km od města Ciudad Real, 132 km od Córdoby a 209 km od města Badajoz. Patří do okresu La Serena a soudního okresu Castuera.

## Historie
V roce 1834 se obec stává součástí soudního okresu Puebla de Alcocer. V roce 1842 čítala obec 435 usedlostí a 1723 obyvatel.

## Odkazy

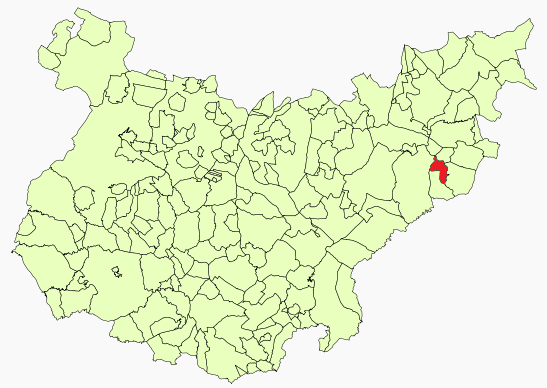
Poloha obce v provincii Badajoz

## Demografie
| Populace obce Peñalsordo z let (1842–2010) | Populace obce Peñalsordo z let (1842–2010) | Populace obce Peñalsordo z let (1842–2010) | Populace obce Peñalsordo z let (1842–2010) | Populace obce Peñalsordo z let (1842–2010) | Populace obce Peñalsordo z let (1842–2010) | Populace obce Peñalsordo z let (1842–2010) | Populace obce Peñalsordo z let (1842–2010) | Populace obce Peñalsordo z let (1842–2010) | Populace obce Peñalsordo z let (1842–2010) | Populace obce Peñalsordo z let (1842–2010) | Populace obce Peñalsordo z let (1842–2010) | Populace obce Peñalsordo z let (1842–2010) | Populace obce Peñalsordo z let (1842–2010) | Populace obce Peñalsordo z let (1842–2010) | Populace obce Peñalsordo z let (1842–2010) | Populace obce Peñalsordo z let (1842–2010) | Populace obce Peñalsordo z let (1842–2010) |
| ------------------------------------------ | ------------------------------------------ | ------------------------------------------ | ------------------------------------------ | ------------------------------------------ | ------------------------------------------ | ------------------------------------------ | ------------------------------------------ | ------------------------------------------ | ------------------------------------------ | ------------------------------------------ | ------------------------------------------ | ------------------------------------------ | ------------------------------------------ | ------------------------------------------ | ------------------------------------------ | ------------------------------------------ | ------------------------------------------ |
| 1842                                       | 1857                                       | 1860                                       | 1877                                       | 1887                                       | 1897                                       | 1900                                       | 1910                                       | 1920                                       | 1930                                       | 1940                                       | 1950                                       | 1960                                       | 1970                                       | 1981                                       | 1991                                       | 2001                                       | 2010                                       |
| 1 723                                      | 2 270                                      | 2 171                                      | 2 067                                      | 2 540                                      | 2 683                                      | 2 727                                      | 3 395                                      | 3 467                                      | 3 960                                      | 4 449                                      | 4 507                                      | 4 374                                      | 2 982                                      | 2 025                                      | 1 838                                      | 1 451                                      | 1 180                                      |